# Волошинов Анатолій Анатолійович
Петро́ Олексі́йович Давиде́нко (17 червня 1979) — український самбіст і дзюдоїст, чемпіон України, Європи і світу з бойового самбо, призер світових та континентальних першостей. Майстер спорту України міжнародного класу з бойового самбо.

## Біографія
Народився у селі Шабо Білгород-Дністровського району Одеської області. У 6-річному віці почав займатися самбо і гандболом у секціях при місцевій школі.
Після закінчення університету і проходження дійсної строкової військової служби прийнятий на роботу в органи внутрішніх справ.
З 2005 року — викладач кафедри спеціальної фізичної підготовки Одеського державного університету внутрішніх справ.